# Futuristic Polar Bears
Futuristic Polar Bears est un trio de disc jockeys et producteurs britanniques, actif depuis 2010.
Le groupe originaire de Londres débute en 2010, mais ne connait le succès que quelques années plus tard, en 2013 avec Drift, premier titre classé sur Beatport.
Depuis, le trio a sorti de nombreux singles, toujours bien classés, sur différents labels de grande envergure : Spinnin', Revealed ou encore Harem Records, le label des canadiens Sultan & Shepard.

## Discographie[4]

### Singles
- 2013 : Drift (avec East & Young) [Strictly Rhythm]
- 2013 : Never Give Up [Pacha Recordings]
- 2013 : All Night Long [Klass Action]
- 2014 : Back To Earth [Revealed Recordings]
- 2014 : Tomorrow is Now [Mutants]
- 2014 : Game Over [Harem Records]
- 2014 : Vargo (avec Danny Howard) [Spinnin Records]
- 2014 : Romani (avec Danny Howard) [Spinnin Records]
- 2014 : Taurus (avec Thomas Newson) [Revealed Recordings]
- 2015 : The Ride [Starter Records]
- 2015 : Gaia (avec Wayne & Woods, Magnificence Edit) [ZeroThree]
- 2015 : Manila (avec Sultan + Shepard) [Harem Records]
- 2015 : Velocity (avec Henry Fong) [Revealed Recordings]
- 2015 : Night Vision [Armada Trice]
- 2015 : Shake it Off (avec Kill The Buzz) [Revealed Recordings]
- 2015 : BYOS (avec Sandro Silva) [Armada Music]
- 2015 : Why (avec D.O.D) [Wall Recordings]
- 2016 : Cupid's Casualty (avec Mark Sixma) [Armada Music]
- 2016 : Lynx (avec Maddix) [Revealed Recordings]
- 2016 : Café Del Mar (Dimitri Vegas & Like Mike Edit) (avec MATTN) [Smash The House]
- 2016 : Kali (avec Qulinez) [Armada Music]

### Remixes
- 2014 : Divine Inspiration - The Way (Put Your Hand In My Hand) (Futuristic Polar Bears Remix) [Heat Recordings]
- 2014 : Idyll - Paradisal (Futuristic Polar Bears Remix) [Anticodon]
- 2015 : Marletron - World Is Yours (Futuristic Polar Bears Remix) [Monster Tunes]
- 2016 : Kreesha Turner, Sultan & Ned Shepard - Bring Me Back (Futuristic Polar Bears Remix) [Armada Music]